# Palpada hortorum
Palpada hortorum är en tvåvingeart som först beskrevs av Fabricius 1775.  Palpada hortorum ingår i släktet Palpada och familjen blomflugor. Inga underarter finns listade i Catalogue of Life.